# Délégation permanente du Parlement européen à l'Assemblée parlementaire UE-Royaume-Uni
La délégation permanente du Parlement européen à l'Assemblée parlementaire UE-Royaume-Uni est une délégation du Parlement européen établie à la suite du retrait du Royaume-Uni de l'Union européenne afin de maintenir des liens de coopération entre les parlementaires britanniques et européens.
Les membres de la délégation siègent également au sein de l'Assemblée parlementaire de partenariat, avec une délégation de parlementaires britanniques, établie dans le cadre de l'accord de retrait du Royaume-Uni.

## Membres

### 2021-2024

#### Bureau de la délégation

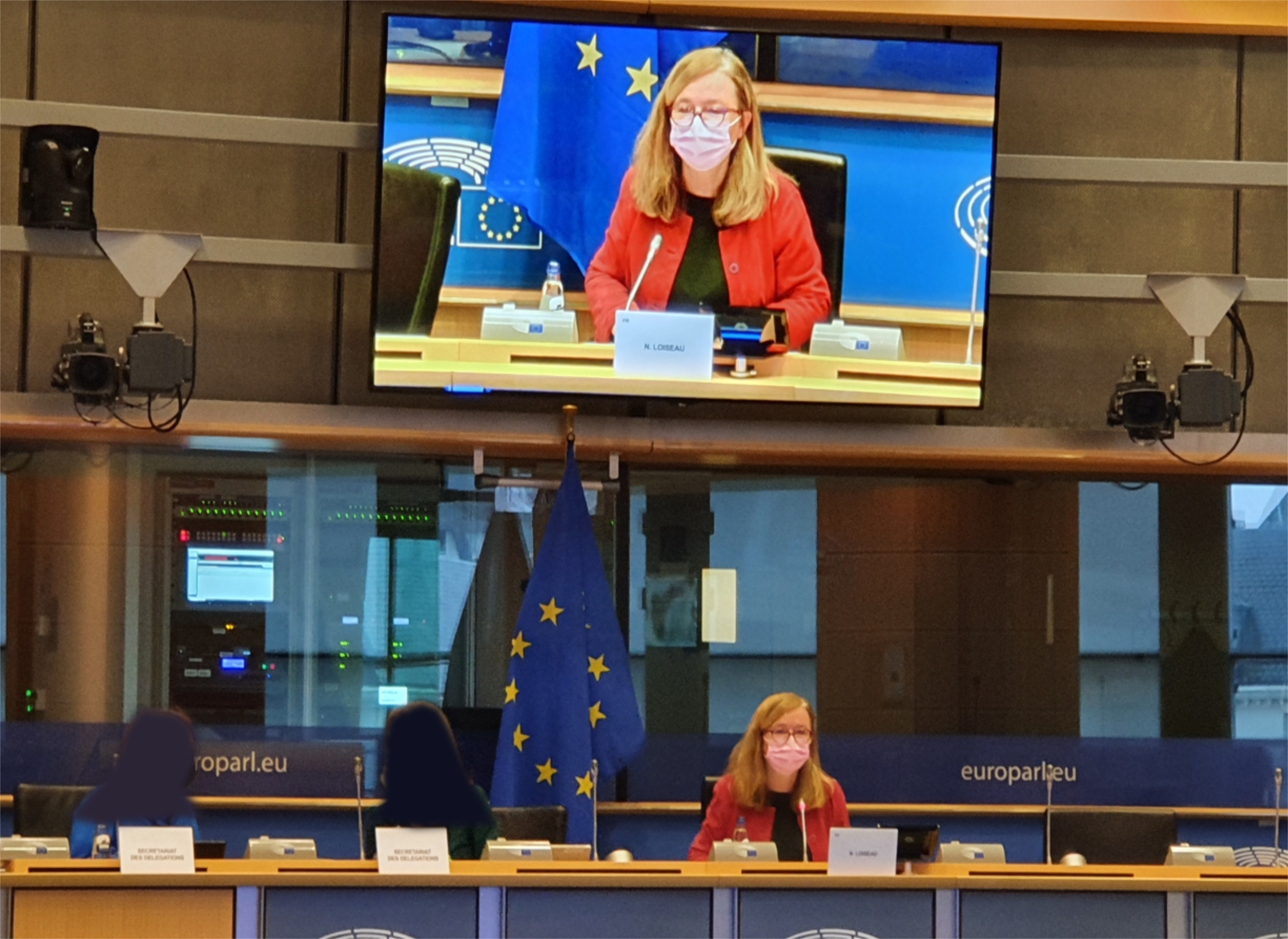
Nathalie Loiseau, présidente de la D-UK depuis le 9 décembre 2021.

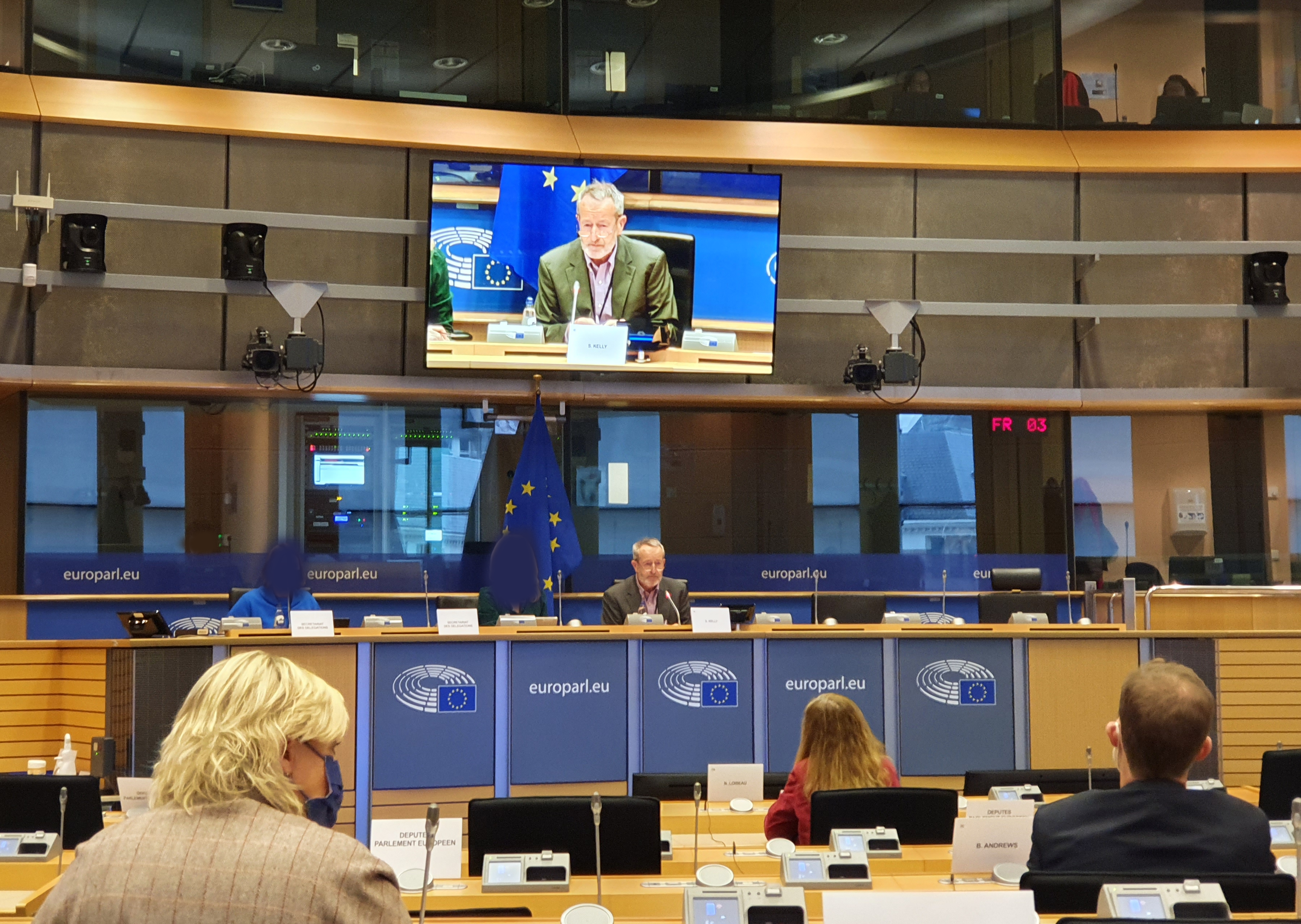
Seán Kelly, exerçant temporairement la présidence le 9 décembre 2021.

| Nom                | Position au sein de la commission | Pays    | Groupe       |
| ------------------ | --------------------------------- | ------- | ------------ |
| Nathalie Loiseau   | Présidente                        | France  | Renew Europe |
| Seán Kelly         | 1er vice-président                | Irlande | PPE          |
| Tsvetelina Penkova | 2e vice-présidente                | S&D     | Bulgarie     |

## Sources